# Pseudoschrankia epichalca
Pseudoschrankia epichalca är en fjärilsart som beskrevs av Edward Meyrick 1899. Pseudoschrankia epichalca ingår i släktet Pseudoschrankia och familjen nattflyn. Inga underarter finns listade.